# Bitza
Een Bitza is een zelfbouw motorfiets. 
In het verleden werden er voor zelfbouwers wedstrijden georganiseerd, waarbij de mooiste machines werden gekozen. De eigenaar werd dan tot "Koning Zelfbouw" uitgeroepen. Hoewel in veel gevallen motorframes werden gecombineerd met motorblokken van andere motorfietsmerken, kwam het ook veel voor dat motorblokken uit auto's werden gebruikt. Vaak waren dit boxermotoren (van Alfa Romeo of Subaru), maar ook de viercilinder NSU-motoren waren bij zelfbouwers populair.